# Lilla Bondögölen
Lilla Bondögölen är en sjö i Vaggeryds kommun i Småland och ingår i Lagans huvudavrinningsområde. Sjön är 7,5 meter djup, har en yta på 0,008 kvadratkilometer och är belägen 280 meter över havet.